# 平松政次
平松 政次（ひらまつ まさじ、1947年9月19日 - ）は、岡山県高梁市出身の元プロ野球選手（投手）、野球解説者。
「カミソリシュート」の異名を取る、高速かつ凄まじい切れ味を誇るシュートを武器に、大洋ホエールズで18年間活躍した。愛称は「カミソリ平松」。風邪をよく引いたり故障が多かったりしたことから「ガラスの平松（ガラスのエース）」とも。現在は神奈川県横浜市神奈川区在住。

## 経歴

### プロ入り前
3歳で父親と死別。
同郷の高梁出身である向井正剛監督に熱心に口説かれ、岡山県立岡山東商業高等学校へ入学し、向井監督の下、1964年、湊山球場での秋季中国大会決勝で米子東に敗れたが、準優勝の成績を収め、翌1965年春の第37回選抜高等学校野球大会に出場。39イニング連続無失点の大会新記録を樹立し、決勝で藤田平のいた市和歌山商を、延長13回サヨナラ勝ちで降し優勝した。同年夏は県予選準決勝で倉敷商の松岡弘、東中国大会決勝で関西高校の森安敏明に投げ勝ち甲子園出場を決める。この大会では春夏連覇が期待されたが、1回戦で降雨ノーゲームによる再試合の末、日大二高に敗れた。
同年の第1回ドラフト会議で中日ドラゴンズに4位指名を受けるが、元々平松自身は読売ジャイアンツ（巨人）入りを望んでいたこともあり入団拒否。社会人野球の日本石油に入社しエースとして活躍。
1966年の都市対抗では広瀬幸司とバッテリーを組み、準決勝に進むが熊谷組に9回サヨナラ負けを喫する。同大会では小野賞を獲得。同年のアマチュア野球世界選手権日本代表に選出され日本の優勝に貢献、また第1回社会人ベストナインにも選出される。第2回第2次ドラフト会議で大洋ホエールズから2位指名を受けるが入団保留。このドラフト会議では巨人から1位指名の確約を受けていたが、巨人は槌田誠を指名した。巨人は競合した槌田の抽選に外れた場合、平松を指名する予定であったといわれている。
1967年の都市対抗では枝松道輝、石山建一ら打線の援護もあり、2完封を含む4連勝で決勝に進出、8月8日に行われた決勝でも日本楽器を完封で降し優勝。同大会の橋戸賞を受賞した。大会終了の2日後、大洋に入団。入団説得のために、高校の先輩であった秋山登と土井淳のバッテリーがそろって平松の元に訪れた。
1年目は途中入団ということもあって3勝に終わる。しかし2完封を記録したこともあり、1968年には開幕第3戦から先発として起用され、2年目の飛躍を期待されたが5勝12敗と伸び悩む。当人はひそかに「俺のプロ野球生活は3、4年で終わりだな」と覚悟したという。3年目春のキャンプ、一軍選手が雨天のため体育館で練習をした際に、打席に立った近藤和彦から冷やかしで投げさせられたのが「ちゃんと投げたのは初めてというシュート」であった。初めて投げたシュートは鋭く胸元に食い込み、驚いた一軍選手がコーチに報告してチャンスが到来した。
1969年に14勝を記録し、規定投球回（リーグ7位、防御率2.56）にも到達。
1970年は25勝を記録し、最多勝利投手のタイトルを獲得。防御率1.95も村山実に次ぐリーグ2位の好成績であり、同年の沢村賞を受賞。また、セ・リーグの最優秀投手、ベストナインにも選出された。
1971年も17勝で2年連続最多勝を達成、最優秀投手に選出される。
1973年、1974年で肩痛と闘いながら12年連続2桁勝利まで記録するなどエースとして低迷するチームを支えた。
1975年6月にろっ骨にひびが入り、戦線離脱した。
1979年には最優秀防御率2.39を記録する。現役末期は怪我に泣き「ガラスのエース」と呼ばれた。
1983年に200勝を達成した。
1984年限りで現役引退を表明。シーズン最終戦である10月13日のヤクルト戦で引退試合が行われた。自身は9回裏二死、5対2とリードの場面でこの日先発の遠藤一彦と交代で登板（遠藤は右翼手に回った）。長年バッテリーを組み、同じく引退を表明していた捕手・辻恭彦とともに試合を締め、有終の美を飾った。なお、現役時代を通してリーグ優勝を経験できなかった。
同じ岡山県出身の星野仙一（中日）、松岡弘（ヤクルト）と共に「打倒巨人」に燃え、巨人キラーとして活躍。彼の投げるシュートボールは「カミソリシュート」と呼ばれ、数多くの右打者のバットを根元からへし折った。全盛期には「ど真ん中のボールが右打者の体に当たるくらいまで変化した」とまで言われている。
引退直後、近藤唯之が「あなたは巨人戦51勝、200勝も達成した。悔いはないでしょう。」と尋ねたところ「自分は現役生活で1度も優勝できなかった。それに鈴木啓示はまだやっている（鈴木は同学年でライバルかつ親交があった）。2つも悔いがあるんですよ」と語っている。
また、投手としては打撃にも優れ、投手では歴代4位の通算25本塁打を記録した。
引退後はフジテレビ（フジテレビONE『プロ野球ニュース』などで司会を担当することもある）・ニッポン放送（1991年から2005年まで）・テレビ神奈川の野球解説者を務め、現在に至る。大洋や後身の横浜、DeNAの監督・コーチなどに就任することはなかった。平松によると、『25歳の時に大洋の中部謙吉オーナーから、プレイングマネージャーの話があったが断った。それ以来監督の「か」の字もない。』と語っている。
1998年に横浜が日本一になった時には我がことのように喜んでいた。また、2006年に発足したNPO法人・横浜ベイスターズ・スポーツコミュニティ（現ベイスターズ・ベースボールアカデミー）の初代理事長に就任した。この団体はベイスターズがJXTGエネルギーと提携して、スポーツを通じて地域貢献を目指す法人である。平松がベイスターズ・日本石油（現ENEOS）野球部双方のOBに当たる縁から就任要請を受けたものである。
2005年から2011年まで、NPB12球団ジュニアトーナメントの横浜ベイスターズジュニアの監督を務めた。
2006年6月2日、横浜スタジアムの右翼外野部分に名球会入りした選手を称えるプレートが設置された。
2012年12月1日、ホエールズ・ベイスターズOB会の会長に就任した。
2017年1月16日、同郷で同じ1947年生まれの星野仙一（学年では星野が1期上）と同時に2017年度野球殿堂エキスパート部門表彰者に選出された。
2018年夏の第100回全国高等学校野球選手権記念大会で、8月9日の第1試合直前に甲子園レジェンド始球式へ登場。投げたボールは外角高目にストライクが決まり、ガッツポーズを見せていた。同年10月6日、平松の功績を称えて、故郷の高梁市にある高梁市神原スポーツ公園野球場の愛称が「平松政次球場」とされた。同年12月1日、6年間務めてきたホエールズ・ベイスターズOB会の会長を任期満了に伴い勇退し、かつての同僚の齊藤明雄にその座を譲った。

## 選手としての特徴

### シュートボール
平松の代名詞であるシュートだが、社会人時代に投げ方を教わっていたものの、本気で投げたことはなかった。アマチュア時代はカーブですら平松本人に言わせると「（完全な『カーブ』ではなく）カー」程度にしか曲がらず、投げる球種の大半がストレートだったが、それでも打者を打ち取れていたためシュートを投げる必要がなかったのである。しかしプロ入り後、1969年春のキャンプの草薙キャンプの室内練習場で平松が投球練習をしていると近藤和彦と近藤昭仁に「こんな球しか投げられないのか」といったことを言われ、カッとなって、それまでまともに投げたこともないシュートを全力で6球投げてみた。するとボールは平松自身も驚くほど鋭く打者に向かって変化、近藤和彦は腰を抜かしていたという。この時の6球でカミソリシュートが誕生したといい、間もなく一軍に昇格しその後の活躍に至った。
シュートを投げる際の投球フォームはストレートと同じで、一瞬左肩を早く開いて右腕を遅らせる。晩年に球威が落ちると腕を内側にねじる投げ方に変えたが、平松は全盛期の右腕を遅らせる投法を理想として後輩に教えている。しかしその感覚を他者に伝達するのは難しいらしく、教えてもなかなかモノにできないと嘆いている。
1974年7月9日の対巨人戦では、平松の投じたシュートが河埜和正の左手に当たってバックネットに転がりデッドボールかと思われたが、球審の平光清は「ストライクのコースに入った球を河埜が打ちに行き、グリップエンドに当たった」としてファールボールを宣告。この判定に激高した巨人の川上哲治監督が平光にしつこく食い下がったため、平光は川上に退場を宣告。これが川上の37年に及ぶプロ生活で最初で最後の退場となった。
長年にわたって代名詞となったシュートボールであったが、後に平松は「できればシュートではなく、（アマチュア時代のように）ストレートとカーブで勝っていきたかった」と語っている。

### 巨人キラー
平松の巨人戦通算51勝は金田正一（65勝）に次ぐ歴代2位。通算201勝の4分の1以上を巨人から挙げている。
なお、平松自身としては子供の頃から巨人のファンで、特に長嶋茂雄に憧れていた。甲子園で優勝した昭和40年の秋に、知人の紹介で岡山遠征中の長嶋と旅館で会うことになり、長嶋にサインをもらった事をきっかけに巨人入団を熱望するようになった。
しかし、前述の通り、1965年から導入されたドラフト制度により、巨人ではなく、中日ドラゴンズから指名されたため入団を拒否した。更に翌年のドラフト会議でも巨人からは指名されず、大洋ホエールズから2位で指名されたため、同球団に入団した。
平松は後年（2022年）、TBSのインタビューに対し、「どうして自分がプロ入りするタイミングでドラフト制度が導入されたのか。巨人に入れなかった悔しい気持ちは今も残っている」と述べている。

### 長嶋キラー
長嶋が最も苦手にしていた投手として知られている。長嶋と平松の通算対戦成績は8年間で181打数35安打8本塁打26打点、打率.193、三振33、内野ゴロ65（併殺打7）で、25打数無安打の時期もあった。これは長嶋が内角のシュートを苦手としていたためであるが、平松自身も「(シュートを使い始めた)この年以降、長嶋さんに打たれた記憶はないですね」と語っている。
なお、カミソリシュートの名は長嶋が「あいつのシュートはカミソリみたいだ」と記者に語ったことで、広まったと平松が語っている。

## 人物
現役時は短気で気が強い性格として知られた。
- 1970年6月23日のヤクルト戦で登板中にヤクルトの武上四郎から野次られ、マウンドからそのままヤクルトベンチの前まで行き、年上の武上に向かって「四郎出てこい!」と呼び捨てで怒鳴り飛ばした[19]。同じような事が中日戦でもあり、野次った選手の中にはその日登板がなくベンチにいた星野仙一も含まれており、そのまま中日ベンチまで向い「仙出てこい!」と怒鳴り飛ばしていた[20]。武上は年の離れた大先輩で、星野は同郷の1年先輩にあたるが、戦いの中では先輩も後輩も関係ないと対戦相手にも立ち向かっていった[20]。
- 若手時代には失策をしたベテランの江尻亮に対し砂を蹴飛ばしてチーム首脳陣から大目玉をくらう[21]。引退後、当時を振り返り「江尻さんには申し訳なかった」と語っている[20]。
- 1978年7月20日の対ヤクルト19回戦（横浜スタジアム）では、5-1でリードしていた3回表に4点を奪われて降板した際、土井淳ヘッドコーチの叱責に対する怒りのあまり、利き手である右手でベンチに設置されていた扇風機を叩き壊したことがある。当時の扇風機の羽根は金属製であったため大怪我をしても不思議ではなく、無傷で済んだのは幸運であった。本人も「一歩間違えば投手生命が終わっていたかも。無茶をやった」と述懐している[22]。この試合は、大洋が3回裏に1点入れて勝ち越し、ヤクルトが4回表に2点入れて逆転、大洋が5回裏に1点入れて同点に追いつくというシーソーゲームだったが、ヤクルトが7回表に3点入れて勝ち越し、結局7-10で大洋は敗戦。勝ち越し打を打たれた4番手の野村収が敗戦投手となった。
- ミスをした周囲に対して怒るのでコーチから「みんな懸命にやった結果なのだから変なプレーをしてもお前が助けろ」と諭されても、負けん気の強さから「俺は勝ちたいんだ! 変なプレーをして巨人に勝てるのか!」と反論したという[23]。

松岡弘とは学校やチームが一緒になることはなかったが、同じ岡山県出身で同学年で右投手同士、すなわち岡山時代からプロ球界に至るまでの長年のライバルであり、友人でもある。
2024年現在、NPBの200勝投手の中で春の選抜高校野球または夏の甲子園の優勝投手でもあるのは野口二郎（1937年夏、1938年春・プロ237勝）と平松政次（1965年春・プロ201勝）の2人だけである。そして、200勝投手の中でプロで現役選手として優勝を経験していないのもまた野口と平松のみである（野口は引退後の指導者としては優勝経験がある）。
甲子園優勝投手で、投手として名球会入りしたのは2024年現在平松のみである（「甲子園優勝投手でもある名球会会員」はほかに王貞治と柴田勲がいるが、この2人は「打者として」名球会入りしている）。甲子園優勝投手で日本プロ野球通算200勝を記録した投手としては先述の野口（237勝）がいるが、野口は大正生まれのため名球会入りの資格がなかった。

## 詳細情報

### 年度別投手成績
| 年 度      | 球 団      | 登 板 | 先 発 | 完 投 | 完 封 | 無 四 球 | 勝 利 | 敗 戦 | セ 丨 ブ | ホ 丨 ル ド | 勝 率 | 打 者 | 投 球 回 | 被 安 打 | 被 本 塁 打 | 与 四 球 | 敬 遠 | 与 死 球 | 奪 三 振 | 暴 投 | ボ 丨 ク | 失 点 | 自 責 点 | 防 御 率 | W H I P |
| ---------- | ---------- | ----- | ----- | ----- | ----- | -------- | ----- | ----- | -------- | ----------- | ----- | ----- | -------- | -------- | ----------- | -------- | ----- | -------- | -------- | ----- | -------- | ----- | -------- | -------- | ------- |
| 1967       | 大洋       | 16    | 10    | 2     | 2     | 1        | 3     | 4     | --       | --          | .429  | 291   | 70.1     | 66       | 13          | 14       | 1     | 3        | 42       | 2     | 1        | 31    | 28       | 3.60     | 1.14    |
| 1968       | 大洋       | 51    | 13    | 2     | 1     | 1        | 5     | 12    | --       | --          | .294  | 531   | 120.1    | 119      | 14          | 54       | 0     | 7        | 77       | 4     | 0        | 71    | 57       | 4.28     | 1.44    |
| 1969       | 大洋       | 57    | 25    | 8     | 5     | 1        | 14    | 12    | --       | --          | .538  | 991   | 245.2    | 215      | 24          | 56       | 4     | 14       | 157      | 3     | 1        | 78    | 70       | 2.56     | 1.10    |
| 1970       | 大洋       | 51    | 38    | 23    | 6     | 5        | 25    | 19    | --       | --          | .568  | 1279  | 332.2    | 226      | 18          | 68       | 6     | 13       | 182      | 1     | 2        | 80    | 72       | 1.95     | 0.88    |
| 1971       | 大洋       | 43    | 32    | 11    | 3     | 1        | 17    | 13    | --       | --          | .567  | 1112  | 279.0    | 211      | 18          | 82       | 5     | 10       | 153      | 3     | 2        | 78    | 69       | 2.23     | 1.05    |
| 1972       | 大洋       | 41    | 26    | 10    | 0     | 2        | 13    | 15    | --       | --          | .464  | 998   | 243.2    | 211      | 32          | 84       | 8     | 11       | 118      | 4     | 0        | 111   | 93       | 3.43     | 1.21    |
| 1973       | 大洋       | 49    | 19    | 9     | 1     | 2        | 17    | 11    | --       | --          | .607  | 842   | 207.2    | 180      | 15          | 56       | 8     | 4        | 110      | 0     | 0        | 78    | 70       | 3.03     | 1.14    |
| 1974       | 大洋       | 46    | 30    | 12    | 1     | 0        | 15    | 16    | 2        | --          | .484  | 1004  | 243.2    | 222      | 37          | 74       | 4     | 7        | 175      | 2     | 1        | 112   | 99       | 3.65     | 1.21    |
| 1975       | 大洋       | 28    | 22    | 9     | 1     | 0        | 12    | 10    | 2        | --          | .545  | 696   | 172.1    | 145      | 25          | 50       | 1     | 6        | 134      | 1     | 0        | 71    | 62       | 3.24     | 1.13    |
| 1976       | 大洋       | 41    | 35    | 16    | 2     | 1        | 13    | 17    | 2        | --          | .433  | 1089  | 260.1    | 227      | 40          | 95       | 7     | 9        | 170      | 0     | 0        | 121   | 110      | 3.81     | 1.24    |
| 1977       | 大洋       | 32    | 21    | 10    | 2     | 0        | 10    | 9     | 1        | --          | .526  | 723   | 166.0    | 182      | 25          | 50       | 3     | 6        | 105      | 2     | 0        | 75    | 73       | 3.96     | 1.40    |
| 1978       | 大洋       | 36    | 15    | 4     | 0     | 0        | 10    | 5     | 7        | --          | .667  | 622   | 146.2    | 142      | 18          | 49       | 3     | 7        | 83       | 1     | 0        | 73    | 64       | 3.92     | 1.30    |
| 1979       | 大洋       | 30    | 25    | 11    | 3     | 2        | 13    | 7     | 1        | --          | .650  | 784   | 196.0    | 155      | 20          | 50       | 4     | 6        | 138      | 4     | 0        | 58    | 52       | 2.39     | 1.05    |
| 1980       | 大洋       | 30    | 29    | 9     | 0     | 0        | 10    | 11    | 0        | --          | .476  | 855   | 199.1    | 227      | 26          | 57       | 4     | 6        | 107      | 1     | 1        | 108   | 95       | 4.30     | 1.42    |
| 1981       | 大洋       | 17    | 16    | 4     | 0     | 0        | 6     | 7     | 1        | --          | .462  | 464   | 110.2    | 109      | 9           | 31       | 2     | 3        | 70       | 1     | 0        | 45    | 43       | 3.49     | 1.27    |
| 1982       | 大洋       | 25    | 25    | 1     | 0     | 0        | 9     | 10    | 0        | --          | .474  | 603   | 140.1    | 150      | 15          | 31       | 1     | 5        | 83       | 1     | 0        | 65    | 62       | 3.99     | 1.29    |
| 1983       | 大洋       | 23    | 22    | 4     | 1     | 1        | 8     | 8     | 0        | --          | .500  | 577   | 131.0    | 136      | 14          | 53       | 4     | 1        | 83       | 2     | 0        | 67    | 57       | 3.92     | 1.44    |
| 1984       | 大洋       | 19    | 18    | 0     | 0     | 0        | 1     | 10    | 0        | --          | .091  | 430   | 95.0     | 114      | 11          | 36       | 2     | 2        | 58       | 0     | 1        | 63    | 60       | 5.68     | 1.58    |
| 通算：18年 | 通算：18年 | 635   | 421   | 145   | 28    | 17       | 201   | 196   | 16       | --          | .506  | 13891 | 3360.2   | 3037     | 374         | 990      | 67    | 120      | 2045     | 32    | 9        | 1385  | 1236     | 3.31     | 1.20    |

- 各年度の太字はリーグ最高

### 通算打撃成績
1062打数 166安打（.156） 25本塁打 78打点 

### タイトル
- 最多勝利：2回（1970年、1971年）※2年連続はセ・リーグ最長タイ記録（他は金田正一、権藤博、村山実、江川卓、遠藤一彦、斎藤雅樹、山本昌、セス・グライシンガー、内海哲也、菅野智之、青柳晃洋）
- 最優秀防御率：1回（1979年）

### 表彰
- 沢村栄治賞：1回（1970年）
- ベストナイン：2回（1970年、1971年）
- 最優秀投手：2回（1970年、1971年）
- 野球殿堂エキスパート部門（2017年）
- 岡山市民スポーツ栄誉賞（2017年）[25]
- 高梁市市民栄誉賞（2017年）[26] ※受賞者第1号
- 岡山県スポーツ特別顕賞：1回（2017年）[27]

### 記録
初記録
- 初登板・初先発：1967年8月16日、対広島カープ19回戦（川崎球場）、5回1失点
- 初奪三振：同上、4回表に藤井弘から
- 初勝利・初先発勝利・初完封勝利：1967年8月20日、対サンケイアトムズ20回戦（県営宮城球場）
- 初セーブ：1974年5月19日、対読売ジャイアンツ6回戦（川崎球場）、6回表2死に3番手で救援登板・完了、3回1/3を3失点

節目の記録
- 100勝：1974年6月1日、対中日ドラゴンズ6回戦（札幌市円山球場）、7回表に2番手で救援登板・完了、3回1失点　※史上61人目
- 1000奪三振：1974年10月3日、対中日ドラゴンズ22回戦（中日スタヂアム)、5回裏に広瀬宰から　※史上50人目
- 150勝：1978年6月3日、対中日ドラゴンズ10回戦（札幌市円山球場）、9回1失点完投勝利　※史上30人目
- 1500奪三振：1978年9月9日、対中日ドラゴンズ24回戦（横浜スタジアム）、7回表にフレッド・クハウルアから　※史上25人目
- 500試合登板：1979年5月26日、対読売ジャイアンツ7回戦（石川県立野球場）、先発登板で7回4失点で勝利投手　※史上38人目
- 600試合登板：1983年6月23日、対阪神タイガース13回戦（阪神甲子園球場）、先発登板で2回2/3を9失点で敗戦投手
- 200勝：1983年10月21日、対読売ジャイアンツ25回戦（後楽園球場）、先発登板で5回1/3を1失点完投勝利（雨天コールド）　※史上19人目
- 2000奪三振：1984年5月10日、対広島東洋カープ5回戦（横浜スタジアム）、3回表に山根和夫から　※史上10人目

その他の記録
- 通算25本塁打（投手として歴代4位の記録）
- 通算201勝（球団記録）
- 通算145完投（球団記録）
- 通算120与死球（セ・リーグ記録）
- 3者連続三球三振：1979年6月16日 対中日ドラゴンズ11回戦（横浜スタジアム）にウェイン・ギャレット、田野倉利男、伊藤泰憲から記録 ※史上9人目（セ・リーグ5人目）[28]
- オールスターゲーム出場：8回（1969年 - 1974年、1976年、1980年）

### 背番号
- 3（1967年）
  - 長嶋茂雄に憧れて野球を始めたこともあり、長嶋と同じ数字であった。日本では投手がほとんど付けない番号であり、非常に珍しい例である。
- 27（1968年 - 1984年）

## 関連情報

### 著書
- 『プロ野球をカミソリシュートで斬る!』（日本文芸社：1987年4月）
- 『カミソリシュート』（ベースボール・マガジン社：2011年5月）

### 歌
- 六つの星（1976年5月1日発売、メインボーカルは細川たかし） 
王貞治、山本浩二、田淵幸一、星野仙一、松岡弘と共にバックコーラスを担当
- 愛してヨコハマ（1979年11月21日発売）
ソロ歌手としてのシングル盤
- 夜明けまでヨコハマ（1985年4月21日発売）
伍代夏子（当時の芸名は「加川有希」）とのデュエット曲
- トゥナイトイン横浜（2007年9月7日発売）
沢村まみとのデュエット曲

### 出演番組
- フジテレビ系列プロ野球中継
- SWALLOWS BASEBALL L!VE（フジテレビONE）
- プロ野球ニュース（フジテレビ→フジテレビONE）（1988年4月 - 1992年3月：土日担当、2003年度 - ：火曜日司会(2008年度のみ水曜日)）
- すぽると!（フジテレビ）
- スポーツ特Q（フジテレビ）
- ドリフのクリスマスプレゼント'82（フジテレビ）（1982年12月23日、大矢明彦(ヤクルト、当時)とともに出演）
- tvkプロ野球中継 横浜DeNAベイスターズ熱烈LIVE（テレビ神奈川）

ほか

## フィクションでの登場
- 漫画『巨人の星』 - 星飛雄馬の大リーグボール3号から最初に安打を奪った選手として描かれている。「投手なのでスイングがゆるく、バットに当たった」という理由だった。
- 漫画・アニメ『野球狂の詩』 - 原作・アニメにも時折、登場していた。
- 漫画『リトル巨人くん』 - 小学館の学年別学習雑誌にて1983年シーズン終了後に掲載された回で、同年限りでの現役引退を表明した名投手の一人として堀内恒夫、小林繁と共に登場し、主人公の滝巨人に決め球（堀内：スローカーブ、小林：シンカー、平松：シュート）を伝授。平松は上述のように翻意してもう1年現役を続けることに。
- アニメ『がんばれ!!タブチくん!!』(第2作) - 安田猛からサヨナラホームランを打っている。